# Fahrende Postschule

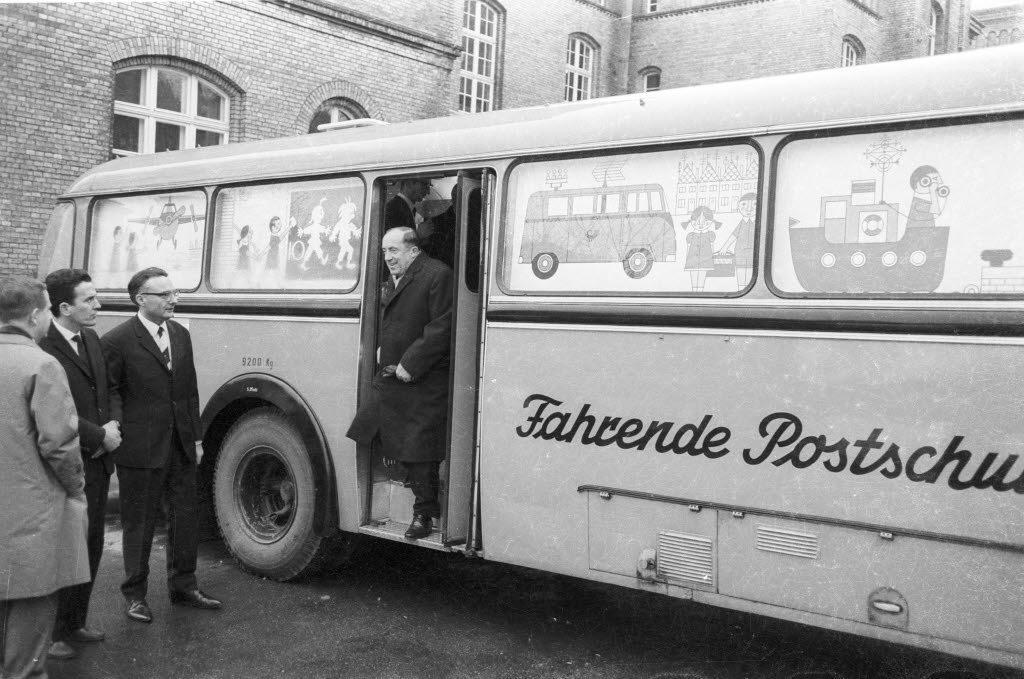
Am 12. Januar 1967 ist die Fahrende Postschule in Kiel zu Gast. Bundespostminister Werner Dollinger steigt aus dem Bus.

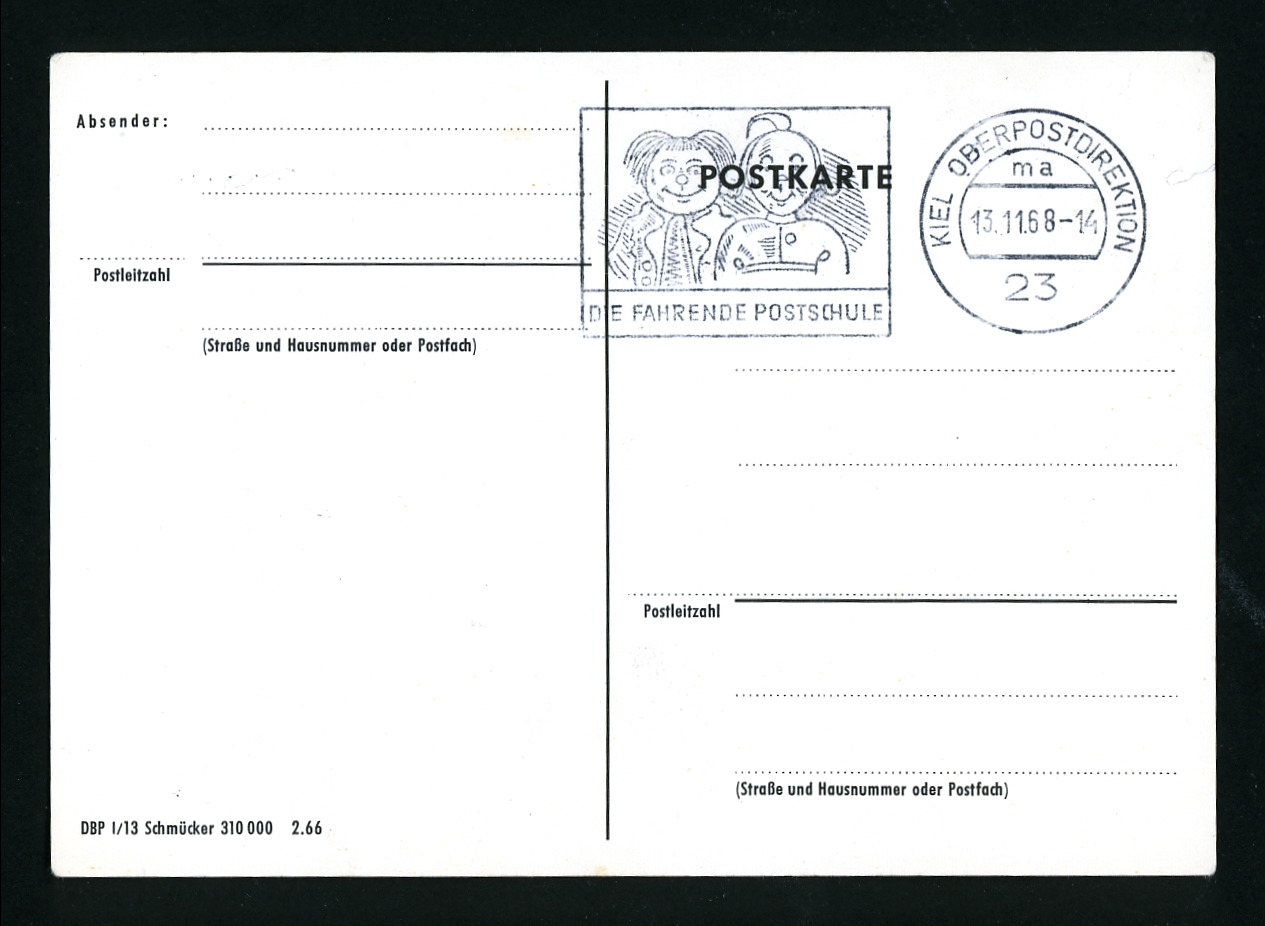
Sonderstempel der OPD Kiel

Die Fahrende Postschule war eine Einrichtung der Deutschen Bundespost.
Unter dem Motto „Lerne deine Post kennen“ wurden 18 umgebaute Postbusse seit 1959 als mobile Beratungsstellen für Schulklassen von den Oberpostdirektionen bereitgestellt. Die letzte Fahrt einer „fahrenden Postschule“ war am 23. Juli 1974.
Im Inneren der Busse gab es ein kleines Postamt (oft mit eigenem Sonderstempel), an dem die Schüler den richtigen Umgang mit Briefen und Paketen erlernen konnten. Dies beinhaltete zum Beispiel das Format von Anschrift und Absender, Postleitzahlen, Paketkarten und Frankierung durch Briefmarken.
Der Bereich der grauen Post, des damaligen Fernmeldedienstes, wurde durch verschiedene Telefone abgedeckt, man erlernte den Umgang mit diesen damals noch nicht allgemein verbreiteten Geräten; auch das damals übliche „Fasse dich kurz!“, ein Hinweis aus den Telefonzellen dieser Zeit, wurde erläutert.
Als Beispiel für den Telegrammdienst gab es funktionsfähige Fernschreiber innerhalb der Busse.
Außer für die Öffentlichkeitsarbeit in Schulen wurden diese Postschulbusse auch an Tagen der offenen Tür, Ausstellungen, Messen und bei anderen Anlässen eingesetzt.

## Trivia
Mit dem Motiv der „fahrenden Postschule“ gibt es in der Nenngröße H0 (1:87) ein Modell eines Büssing 6500T.